# Ali Tabatabaee
Ali Tabatabaee (Teherán, 27 de febrero de 1973) es un músico iraní nacionalizado estadounidense y es uno de los dos vocalistas principales de la banda Zebrahead. Nació en Teherán, Irán pero se mudó a California, EE. UU. cuando tenía 6 años. Fue a la escuela en La Habra (California), donde conoció a otros miembros de Zebrahead. Así cita a algunas de sus bandas favoritas, que son A Tribe Called Quest, System of a Down, y N.W.A..

## Carrera
Participó en el DVD de Reel Big Fish You're All In This Together en la canción "Unity" (originalmente de Operation Ivy).
Debido a la creciente popularidad de Zebrahead, Ali Tabatabaee y su compañero de Zebrahead Matty Lewis fueron solicitados por SEGA para grabar la voz de un nuevo tema, titulado "His World", que aparece en Sonic The Hedgehog.